# Ron Weasley
Ronald Bilius "Ron" Weasley (født 1. marts 1980) er en fiktiv person fra J. K. Rowlings romanserie Harry Potter. Han optræder første gang i den første bog i serien, Harry Potter og De Vises Sten. Han er bedste venner med Harry Potter og Hermione Granger og det næstyngste medlem af familien Weasley, en toldmandsfamilie, der bor i "Vindelhuset" udenfor Ottery St. Catchpole. Sammen med Harry og Hermione, er han medlem af Gryffindor-kollegiet og en af seriens hovedkarakterer. 

## Karakter
Ron er yngste søn af troldmanden Arthur Weasley og heksen Molly Prewett, hvilket gør ham til fuldblodstroldmand. Han bor sammen med sin familie i Vindelhuset. Ron har fem ældre brødre; Bill, Charlie og Percy, samt tvillingerne Fred og George og lillesøsteren Ginny.
Som alle medlemmer af familien Weasley har Ron flammende rødt hår og fregner. Han beskrives i de første bøger som tynd og ranglet, hvilket han med alderen dog vokser fra.
Ron er noget pinligt berørt over sin families økonomiske tilstand. Han har altid måttet leve med at arve tøj og andre fornødenheder fra sine ældre søskende; dette inkluderer også hans tryllestav, fra Charlie, og rotten Scabbers, fra Percy.
Som skoleelev er Ron ikke den stærkeste bogligt, og han må ofte, af ren dovenskab, lade Hermione hjælpe sig med lektierne. Han er dog langt fra dum, og er dygtig til troldmandsskak. Han er desuden vedholdende og fuldstændig loyal over for sine venner, og vil gå til verdens ende og tilbage for dem og det han opfatter som værende rigtigt.
De første år på Hogwarts er han ofte bangebuksen i trekløveret, men bliver en del modigere med årerne. Han lider også af araknofobi, der er en angst for edderkopper, dette skete da Fred forvandlede hans bamse til en edderkop da han er tre. Da Ron var fem prøvede Fred at få ham til at sværge Den Ubrydelige Ed: "De havde nået at slutte håndtryk".
Ved de lejligheder, hvor han har mulighed for at hævde sig, lider han af en lidt uheldig tendens til at prale eller overdrive, fordi han så sjældent får nogens opmærksomhed. Han har ikke særlig meget selvtillid da han altid har følt sig i skyggen af sine brødre, har et hidsigt temperament og en tendens til at blive jaloux på Harry, som han ser op til og betragter som en bror. Ron ved inderst inde godt, at Harry ikke kan gøre for sin berømmelse, men det er alligevel det, der har sat venskabet på spil engang.
I trekløveret er han den der har mest viden om troldmandskultur, troldmandssamfundet og ministeriet. Det er først i de senere år at Hermione begynder at indhente ham på det område. Han er desuden en dygtig strateg.

## Optrædener

### Harry Potter og De Vises Sten
Ron ses første gang på King's Cross station i Harry Potter og De Vises Sten. Her hjælper familien Weasley Harry med at finde vej til Perron 9 3/4, efter at han er faret vild. Senere, på Hogwarts Expressen, møder Ron og Harry hinanden igen, da de deler en kupé. Her går det op for Ron, at Harry er den kendte Harry Potter, da han spørger ind til Harrys ar. Herefter opstår et venskab. På toget møder de pigen Hermione Granger og drengen Neville Longbottom. 
Efter ankomsten til Hogwarts bliver Ron fordelt til Gryffindor kollegiet, ligesom alle de andre i hans familie. Gryffindor er også hjem for bl.a. Harry Potter, Hermione Granger, Dean Thomas, Lavender Brown, Neville Longbottom, Seamus Finnigan, Lee Jordan, Parvati Patil.
Ron er som sagt tidligere tit jaloux på Harry selvom Ron ved at Harry ikke kan gøre for sin berømmelse. Ron er som før sagt ikke vældig rig og må arve ting, såsom en tryllestav fra sin bror Charlie, en rotte ved navn Scabbers fra sin bror Percy, og en kappe fra sin bror Bill. Senere må han sammen med Harry prøve at rede Hermione Granger fra en trold, på pigernes badeværelse; første sal, som sandsynligvis var sluppet løs. Derefter blev han ven med Hermione. Ron får igen en stor rolle i historien da han er meget dygtig til Troldmandskak, og skal kæmpe mod hvid i et gigantisk spil Troldmandskak. Ron bliver såret, men kommer sig derefter fuldstændigt, og opdager til sin store glæde at Gryffindor har vundet Huspokalen.

### Harry Potter og Hemmelighedernes Kammer
Ron starter dette eventyr med at redde Harry fra Dursleys hjem, og ud til Vindelhuset. Senere i Diagonalstrædet møder han Glitterik Smørhår. Da han ikke kan komme igennem porten til Perron 9 3/4 tager han og Harry Arhtur Weasleys Flyvende Ford Anglia ud til Hogwarts. Desværre mister bilen fart og lander i Slagpoplen hvorefter Ron knækker sin tryllestav, men ender dog med at bruge den hele året. Slagpoplen kan ikke lide hvad der skete med den og langer ud efter Harry og Ron. Inde på Hogwarts bliver han sat til at polere trofæer i Trofærummet, næste dag får han en Skråler tilsendt fra sin mor, Molly Weasley, med beskeden om at hvis han gør noget lignene igen ryger han direkte hjem. Til en Forvandlingstime får de til opgave at transformere dyr til krystalpokaler med trylleorden "1 2 3 Fera Verto", Rons knækkede tryllestav skaber en rottepokal med hale ud af Scabbers. Ron kommer med da de tager ud til Aragog og spørger om det var Hagrid der åbnede Hemmelighedernes Kammer, men han er dog lidt bange for alle edderkopperne. Ron er senere med da de udspørger Malfoy om Slytherins Aftager i Slytherins Opholdstue i form af Vincent Crabbe. De finder dog ud af at de tog fejl med Malfoy. Ron kommer med ned i Hemmelighedernes Kammer hvor Smørhår tager hans stav og bruger den, men ved et uheld sletter sin egen hukommelse. Ron bliver derefter efterladt der. Da det hele er overstået sender Dumbledore ham af sted med et brev der løslader Hagrid fra Azkaban.

### Harry Potter og Fangen fra Azkaban
Ron er dette år meget vred på Hermione der har købt sig en kat, Skævben, der tilsyneladende jagter Scabbers. Rons angst for edderkopper bliver vist i denne historie da de i en time skal forvandle en Boggart til noget sjovt, dette forklarer hvorfor Ron var bange for Aragog og afkommet det foregående år. Ron mistænker senere Hermiones kat for at have ædt Scabbers, men må senere undskylde for det. Ron bliver også slæpt ud i Det Hyldende Hus af en hund der senere viser sig at være Sirius Black. Ron finder ud af at Scabbers var troldmanden Peter Pettigrew og at deres nye lærer, Remus Lupus, er varulv. Ron kommer på Hospitalsfløjen og får ordnet sit ben der forblødte på grund af Sirius Black. På vejen hjem med Hogwarts Expressen sender Sirius en ugle til Ron efter tabet af "Scabbers", denne bliver navngivet Grisligiano eller Grisling.

### Harry Potter og Flammernes Pokal
Ron tager Harry med til De 420 Verdensmesterskaber i Quidditch, hvor det ender med at Irland vinder men Viktor Krum, Bulgariens Søger, fanger lynet. Ron er senere på Hogwarts med til at velkomne Durmstrang og Beauxbatons skolerne, hvor Ron bliver forelsket i Fleur Delacour fra Beauxbatons. Ron bliver senere fjendtlig over for Harry da han bliver udtrukket som fjerde deltager i Turneringen i Magisk Trekamp, skønt han er tre år for ung. Ron kommer først til fornuft efter Den Første Udfordring mod Den Ungarske Takhale. Derefter bliver han reddet af Harry i Den Anden Udfordring. Ron bliver også jaloux på Hermione, da hun har valgt Viktor Krum til at følges med hende til Juleballet, hvilket skyldes en brandende forelskelse i hende fra Rons side. Ron spiller derefter ikke nogen stor rolle i denne historie.

### Harry Potter og Fønixordenen
I Harry Potter og Fønixordenen, bliver Ron udpeget til at være Gryffindors præfekt, til stor overraskelse for ham selv og alle andre, især Hermione, den anden nye præfekt. Hans bror Percy, som nu er fjern fra familien, sender Ron en ugle med en lykønskning og rådgiver ham til at "kappe båndene" med Harry og i stedet involvere sig med professor Nidkjær, den afskyelige nye Forsvar mod Mørkets Kræfter-lærer på Hogwarts. Ron viser eksplicit hans støtte og loyalitet til Harry, da hans klassekammerater tror at Harry lyver om Voldemorts tilbagevendende, sommetider ved hjælp af sin magt som præfekt, ved at true dem til tavshed. Ron støtter Hermiones forslag, om at Harry skal undervise de studerende i det praktisk i Forsvar mod Mørkets Kræfter, som Nidkjær har forbudt. Han er medstifter de hemmelige studiegruppe kaldet Dumbledores Armé. Han tilslutter sig også Gryffindor Quidditchhold, men han har nerver og selvtillid, hvilket får Slytherin at lave en sang om, hvordan Ron vil sørge for at Slytherin vinder Quidditchtuneringen . Men i løbet af den sidste kamp, spiller Ron bedre og vinder spillet og Quidditchtuneringen for Gryffindor.
På romanens højdepunktet, kæmper Ron mod Dødsgardisterne sammen Harry, Hermione, Ginny, Neville Longbottom og Luna Lovegood ved Mysteriedepartementet. Han bliver skadet i kampen, men bliver fuldt helbredt ved udgangen af romanen.

### Harry Potter og Dødsregalierne
Ron er forelsket i Hermione og er meget omsorgsfuld over for hende i løbet af bogen. Han ender med at kysse hende, da han siger at husalferne skal evakueres fra Hogwarts.

#### Epilog
I epilogen som foregår nitten år senere er Ron gift med Hermione og de har sammen de to børn Rose 'Rosie' Weasley og Hugo Weasley.
Ron arbejder i stedet for Fred, som blev dræbt af Augustus Rokwood i Slaget om Hogwarts i Anden Troldmandskrig, i Brødrene Weasleys Troldmandstricks og er en Auror.

## I filmene
Ron Weasley spilles af Rupert Grint i filmene.